# Il calendario del delitto
Il calendario del delitto (titolo originale Calendar of Crime) è la terza raccolta di racconti polizieschi di Ellery Queen, pubblicata in volume nel 1952. Come le raccolte precedenti, raggruppa storie già precedentemente pubblicate (in questo caso tutte sulla Ellery Queen's Mystery Magazine) fra il 1946 e il 1951. 

I racconti che compongono la raccolta sono esattamente dodici, e ognuno di essi è datato in un diverso mese dell'anno, spesso collegato a una specifica ricorrenza festiva o stagionale.

## Racconti
- L'avventura del Club Interno (The Adventure of the Inner Circle)
- L'avventura del mezzo decacent del Presidente (The Adventure of the President's Half Disme)
- L'avventura delle Idi di Michael Magoon (The Adventure of the Ides of Michael Magoon)
- L'avventura dei dadi dell'Imperatore (The Adventure of the Emperor's Dice)
- L'avventura della tromba di Gettysburg (The Adventure of the Gettysburg Bugle)
- L'avventura del matrimonio di giugno (The Adventure of the Medical Finger)
- L'avventura dell'angelo caduto (The Adventure of the Fallen Angel)
- L'avventura della cruna dell'ago (The Adventure of the Needle's Eye)
- L'avventura dell'ABC... (The Adventure of the Three R's)
- L'avventura del gatto morto (The Adventure of the Dead Cat)
- L'avventura della bottiglia della verità (The Adventure of the Telltale Bottle)
- L'avventura della bambola del Delfino (The Adventure of the Dauphin's Doll)

## Critica
"I racconti de Il calendario del delitto sono tutti basati su radiodrammi scritti dai due cugini [...] Nelle commedie radiofoniche e nel calendario compare un nuovo personaggio, Nikki Porter, segretaria e 'schiavo Venerdì' di Ellery Queen. Compare solo in questi racconti e in pochi romanzi, come l'eccellente Le lettere scarlatte, ma sembra essere una parte importante della saga di Ellery Queen." 

Il racconto Le Idi di Michael Magoon si apre con un passaggio satirico sugli investigatori alla Philip Marlowe, con una critica ironica allo stile della cosiddetta hard-boiled school di Raymond Chandler e Dashiell Hammett.

## Edizioni
- Ellery Queen, Il calendario del delitto, traduzioni di Hilia Brinis, Tina Honsel, Marcella Dallatorre, Bruno Tasso, Dafne Caminita, collana I Gialli Mondadori Classici (n. 1277), Arnoldo Mondadori Editore, 2011,  p. 292, ISSN 0009-8426 (WC · ACNP).